# 슬롯 A
슬롯 A(slot A)는 초기 버전의 AMD 애슬론 프로세서에 사용된 242-리드 싱글 에지 단자를 위한 물리적, 전기적 사양이다.
슬롯 A 단자는 소켓 7 또는 슈퍼 소켓 7보다 더 높은 버스 속도를 제공한다. 슬롯 A 메인보드는 EV6 버스 프로토콜을 사용하며, 원래 이 프로토콜은 디지털 이큅먼트 코퍼레이션(DEC)이 자사의 알파 21264 마이크로프로세서용으로 개발한 기술이다.
슬롯 A는 인텔의 슬롯 1과 기계적으로 호환되지만 전기적으로는 호환되지 않는다.
슬롯 A의 뒤를 소켓 A가 잇는다.

## 같이 보기
- AMD 마이크로프로세서 목록